# Dalea tenuifolia
Dalea tenuifolia là một loài thực vật có hoa trong họ Đậu. Loài này được (A.Gray) Shinners miêu tả khoa học đầu tiên.